# Cebíneos

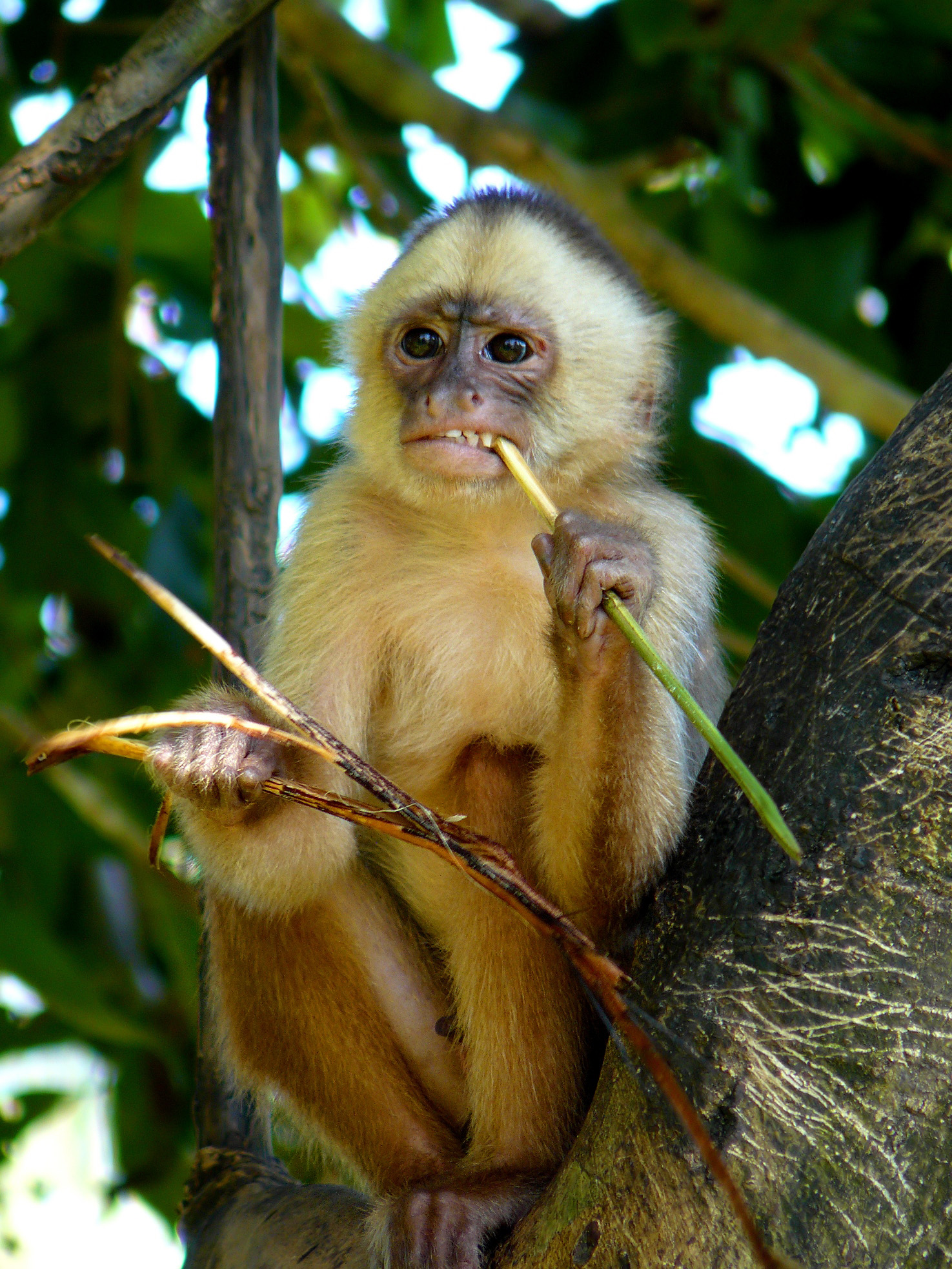
Cebus albifrons

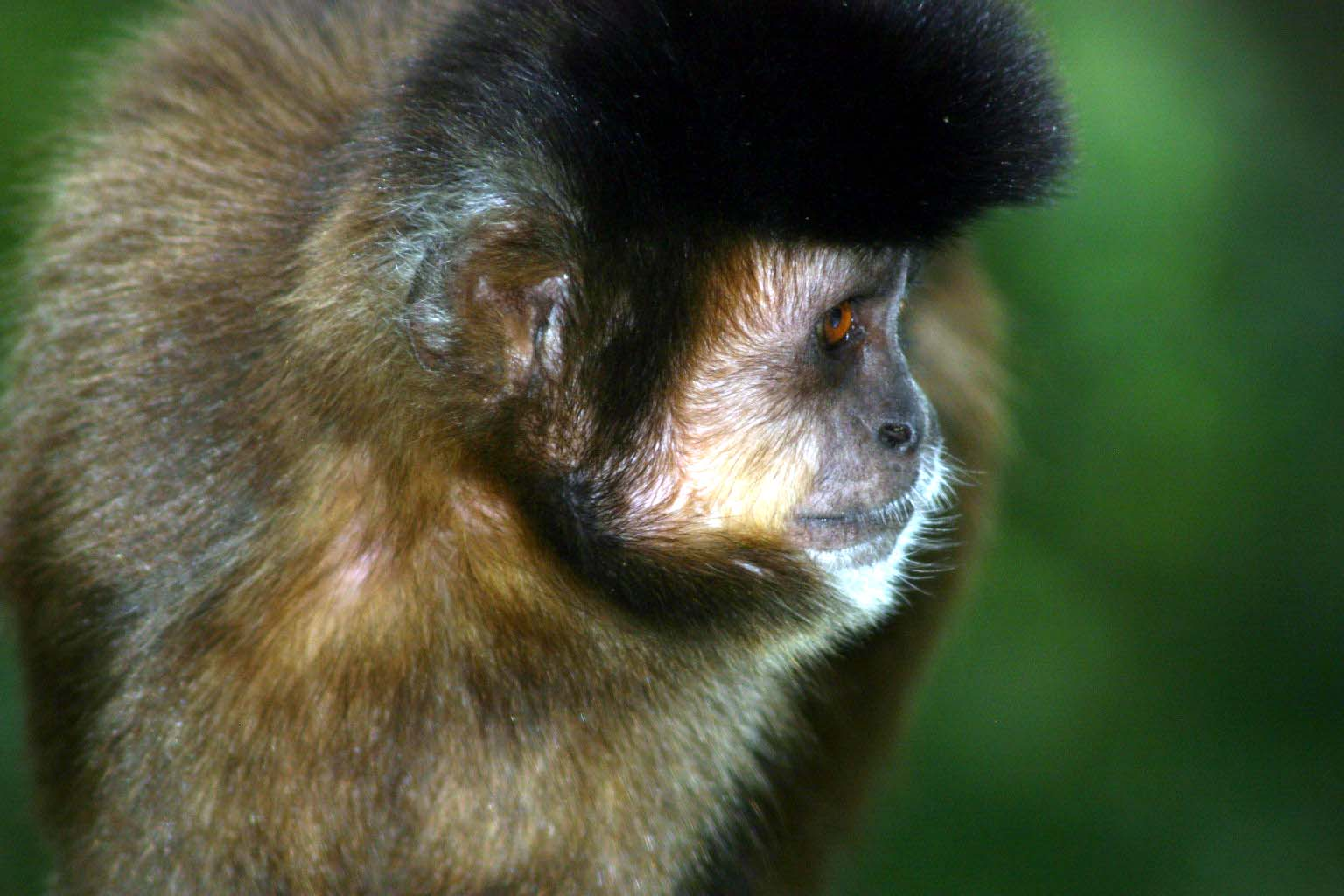
Sapajus apella

Os cebíneos, macacos-pregos, caiararas ou cairaras são platirrinos da subfamília Cebinae.  Antes de 2011, a subfamília continha apenas um gênero, Cebus.  Entretanto, em 2011 foi proposto a divisão dos cebíneos entre os caiararas (macacos-pregos "gráceis") no gênero Cebus e os macacos-pregos "robustos" no gênero Sapajus. A distribuição dos cebíneos incluem a América Central e América do Sul até o norte da Argentina. Em inglês, são denominados de "capuchin monkey".
São animais capazes de utilizar ferramentas para caçar, além de possuirem o hábito de brincar para desenvolver capacidades com as de força e estabelecer relações sociais dentro do grupo.

## Taxonomia e evolução
A taxonomia das espécies da subfamília é altamente controversa, e outras classificação além da listada abaixo são sugeridas.
Em 2011, Jessica Lynch Alfaro et al propuseram que o antigamente chamado Grupo C. apella seja considerado uma gênero separado, Sapajus, e o antigamente chamado Grupo C. capucinus retenha o gênero Cebus. Outros primatologistas, como Paul Garber, começaram a usar tal classificação.
De acordo com estudos genéticos feitos por Lynch Alfaro in 2011, os gêneros Sapajus e Cebus divergiram há aproximadamente 6.2 milhões de anos. Lynch Alfaro suspeita que essa divergência se deu por uma separação entre populações pelo rio Amazonas, separando-as em populações ao norte e ao sul desse rio: populações ao norte deram original ao gênero Cebus, e as populações ao sul, na Mata Atlântica, ao gênero Sapajus. O gênero Cebus possui longos membros em relação ao corpo, se comparados com Sapajus. Sapajus possui crista sagital e os machos possuem barba.
- Gênero Cebus[10]
  - Cebus albifrons
    - Cebus albifrons aequatorialis
    - Cebus albifrons albifrons
    - Cebus albifrons cuscinus
    - Cebus albifrons trinitatis
    - Cebus albifrons unicolor
    - Cebus albifrons versicolor

  - Cebus capucinus
  - Cebus kaapori
  - Cebus olivaceus
- Gênero Sapajus[8]
  - Sapajus  apella
    - Sapajus apella apella
    - Sapajus apella fatuellus
    - Sapajus apella macrocephalus
    - Sapajus apella margaritae
    - Sapajus apella peruanus
    - Sapajus apella tocantinus

  - Sapajus flavius[a]
  - Sapajus libidinosus
    - Sapajus libidinosus juruanus
    - Sapajus libidinosus libidinosus
    - Sapajus libidinosus pallidus
    - Sapajus libidinosus paraguayanus

  - Sapajus nigritus
    - Sapajus nigritus cucullatus
    - Sapajus nigritus nigritus
    - Sapajus nigritus robustus

  - Sapajus xanthosternos